# 2020 في الاتحاد الأوروبي
أحداث عام 2020 في الاتحاد الأوروبي.

## الأحداث

### كانون الثاني
- 31 يناير - غادرت المملكة المتحدة وجبل طارق الاتحاد الأوروبي.[1]

## اقرأ أيضاً

### لمحات عامة عن البلد
- الاتحاد الأوروبي
- تاريخ الاتحاد الأوروبي
- مؤسسات الاتحاد الأوروبي

### الجداول الزمنية ذات الصلة للفترة الحالية
- 2020
- عقد 2020